# 野獣都市
『野獣都市』（やじゅうとし）は、大藪春彦のハードボイルド小説。1961年から翌年にかけてアサヒ芸能に連載された。1970年に映画化されている。

## あらすじ
天涯孤独ではあるが恵まれた容姿と頭脳を持つ野望を秘めた大学院生・有間靖浩が、暗い過去を持つ化学メーカー社長・石浜と知り合い、彼を助けながらその娘を手籠めにして利用し、彼女の嫁ぎ先になる大企業の乗っ取りを企むが、最後は志半ばに破滅を迎える。

## 映画
1970年、東宝にて映画化された。大学院生・有間に黒沢年男、社長・石浜に三國連太郎、その娘・高橋紀子という配役。原作とは違い、孤独な有間が石浜に対し父親に対する慕情のようなものを抱いていく内容である。

### スタッフ
以下のスタッフ名は東宝に従った。
- 製作・監督：福田純
- 製作：馬場和夫
- 脚本：石松愛弘
- 音楽：佐藤勝

### キャスト
- 有間靖治：黒沢年男[1]
- 石浜雄作：三國連太郎[2]
- その娘・美津子：高橋紀子[2]
- 金森忠義：北竜二[1]
- 市原：清水将夫[1]
- その息子・信之：伊藤孝雄[2]
- 花谷：大滝秀治[1]
- 丹羽：青木義朗[1]
- 藤松：草野大悟[1]
- 岩野：小松方正[1]
- 権田：石橋雅史[1]
- 井坂：小松英三郎[1]
- 岩野の娘・みゆき：岡田可愛[2]
- 石浜家の女中：菅井きん
- 経理部長：渥美国泰[1]
- 大学教授：下條正巳
- 信之の護衛：岩本弘司[1]、鈴木和夫[1]、菊池英一[1]